# Tůň u Hrobic
Tůň u Hrobic je přírodní památka severozápadně od obce Dříteč v okrese Pardubice. Důvodem ochrany je mrtvé rameno Labe s břehovými porosty, významnými rostlinnými společenstvy a živočichy. V létě zarůstá okřekem a je ve vysokém stupni sukcesního vývoje. V severní části je přirozenou dominantou památný strom Dřítečský topol, zástupce staré přirozené polabské flóry.

## Galerie

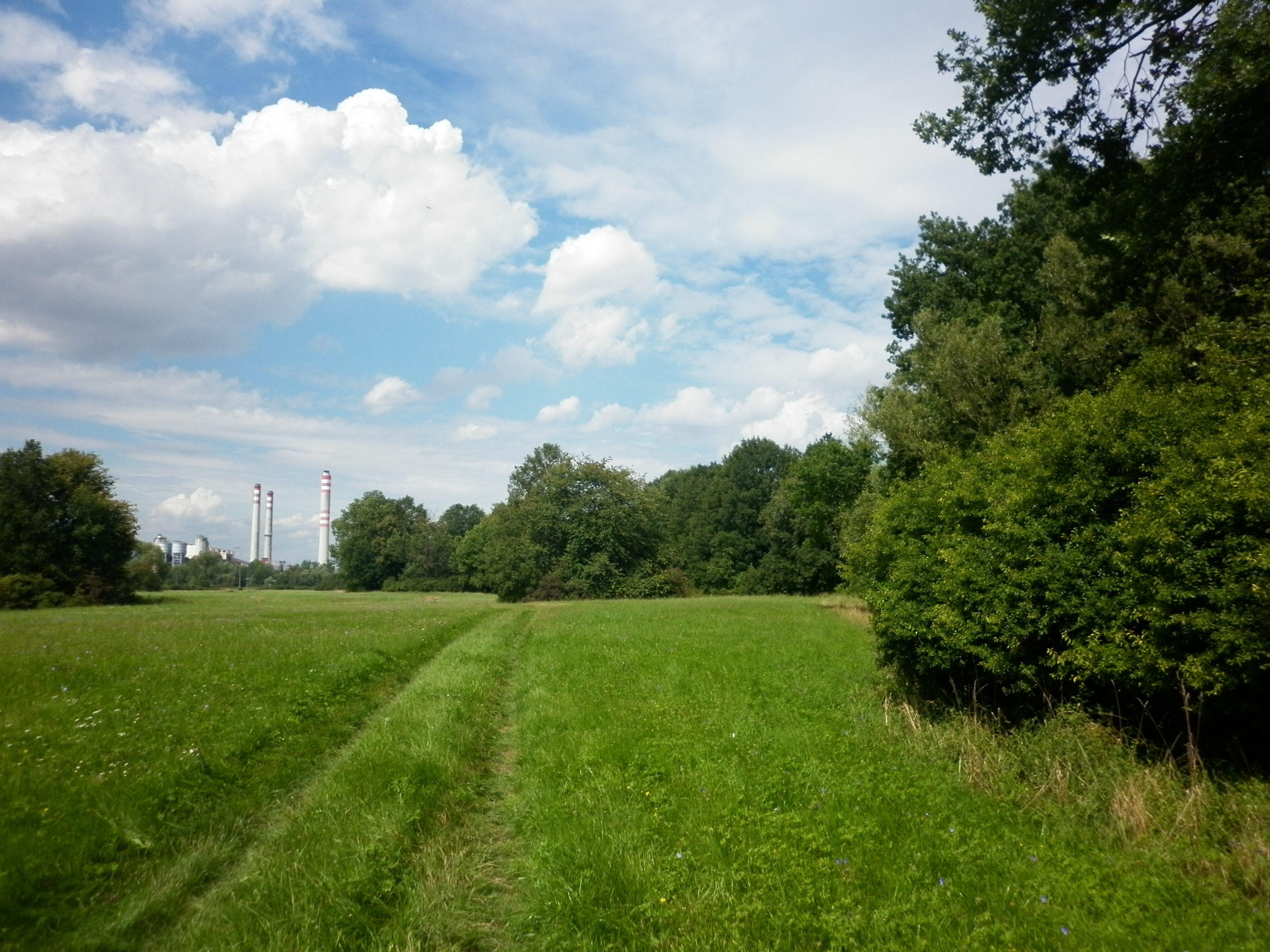
Tůň u Hrobic
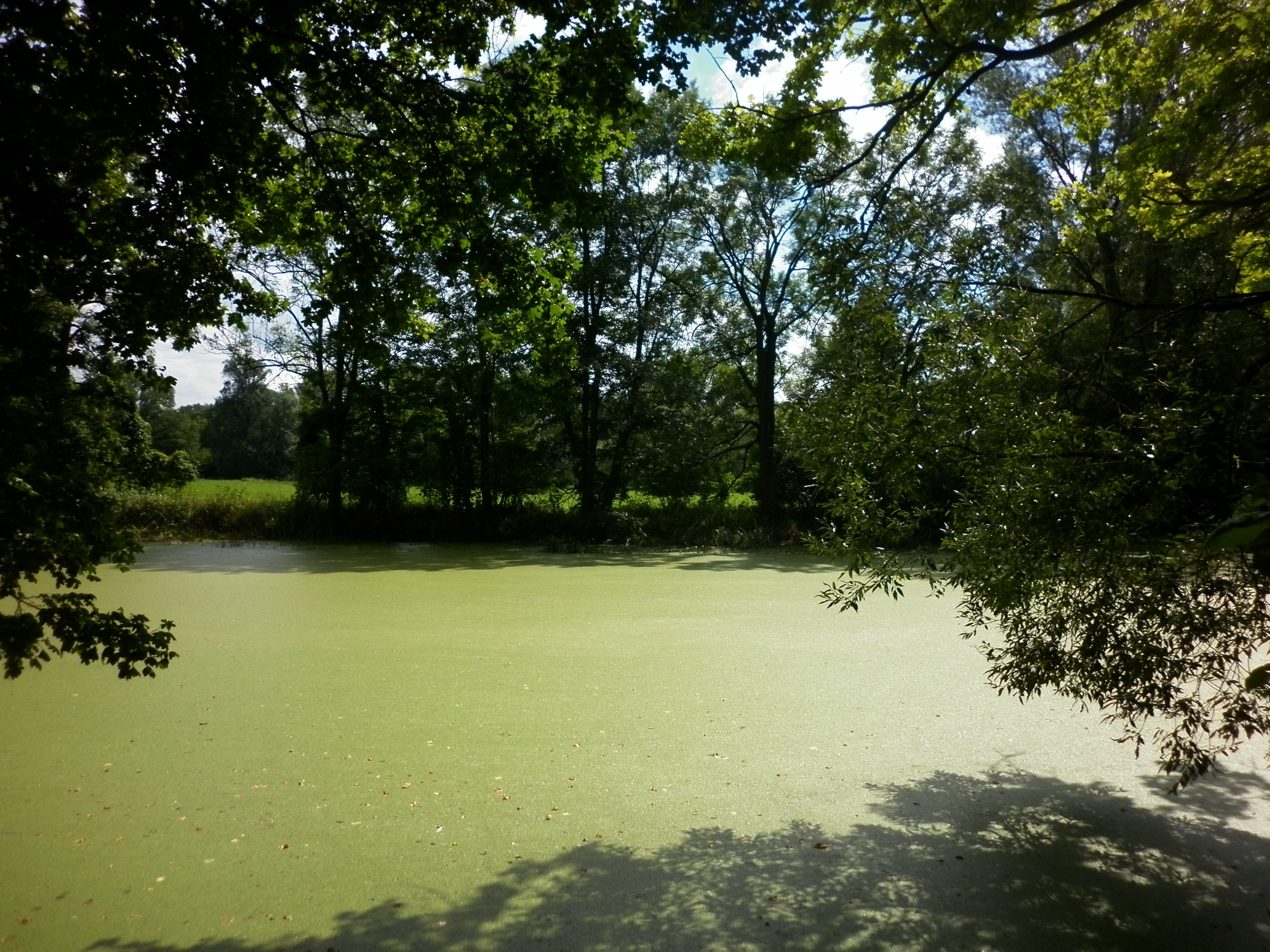
Tůň u Hrobic
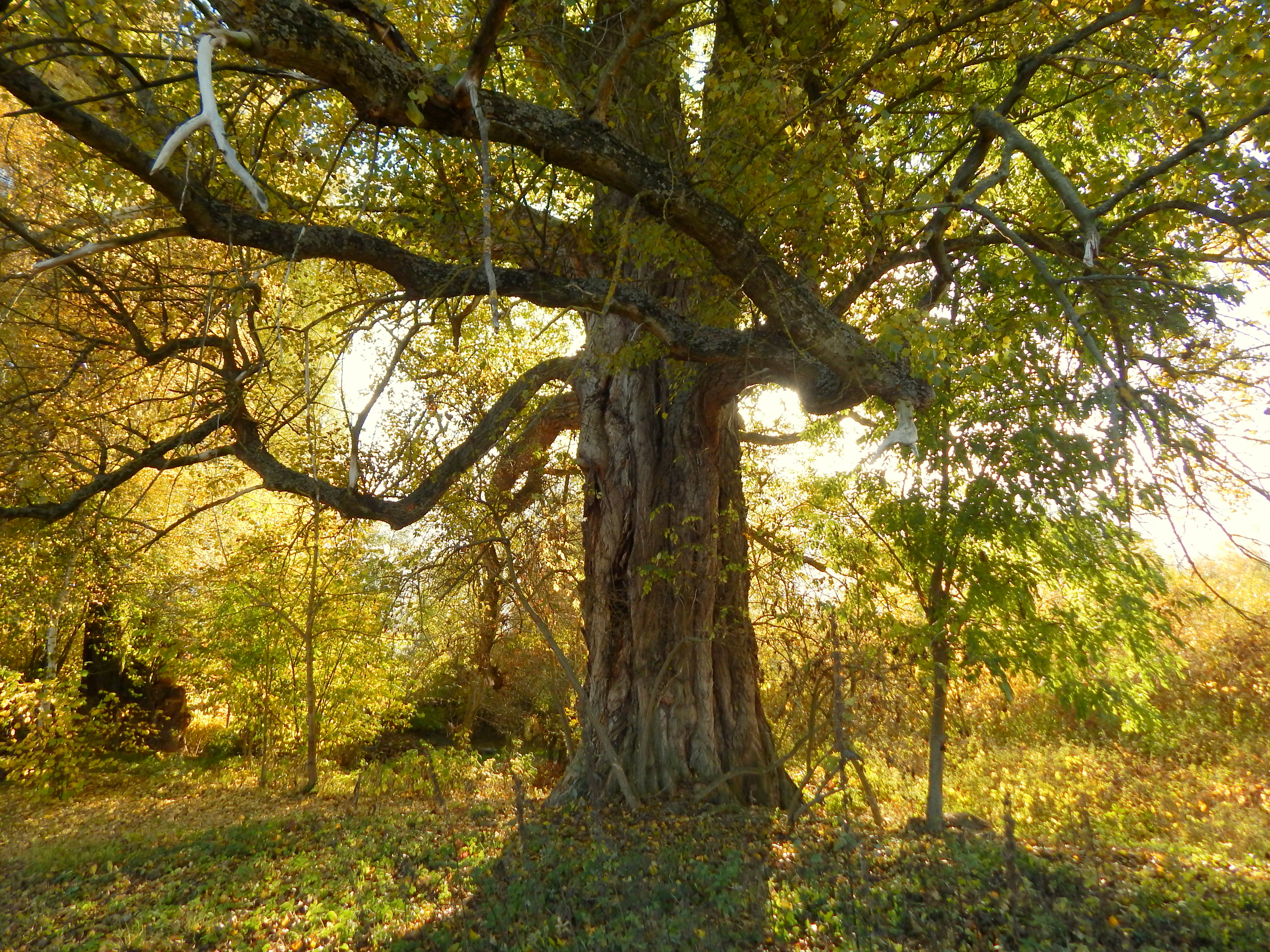
Dřítečský topol